# Ouvidor
Ouvidor är en kommun i Brasilien.   Den ligger i delstaten Goiás, i den sydöstra delen av landet, 270 km söder om huvudstaden Brasília. Antalet invånare är 5 446.
Omgivningarna runt Ouvidor är huvudsakligen savann. Runt Ouvidor är det glesbefolkat, med 11 invånare per kvadratkilometer.